# Duḥkha
Il termine pāli dukkha (दुक्ख), in sanscrito duḥkha (दुःख), indica una condizione di sofferenza, etimologicamente: "difficile da sopportare", da du = difficile e kha = sopportare. È, come disse il Buddha Śākyamuni in occasione del suo primo discorso, la condizione di sofferenza che accomuna tutti gli esseri senzienti (esseri infernali, spiriti famelici (preta, sans., peta, pāli, yidak, tib.), animali, uomini, dèi invidiosi (aśura, sans., asura, pāli, lha ma yin, tib.) e divinità (deva, sans. e pāli, lha, tib.) e inerente a tutti gli stati di dell'esistenza ciclica.
Insieme al concetto di non-anima o non-Io o non-sé (anātman, sans., anattā, pāli), dell'impermanenza (anitya, sans., anicca, pāli, mitagpa, tib.) e altre, dukkha è dunque una delle caratteristiche principali degli esseri del saṃsāra.
La sofferenza è immancabile nel saṃsāra e, a causa del karma, delle "Sei afflizioni mentali" (malevolenza, bramosia, visioni errate, gelosia, avidità, orgoglio), delle impronte sottili abituali (sans.: vaśana, tib.: bhak chak) e ignoranza fondamentale (avidyā, sans., avijjā, pāli, marigpa, tib.) che è la vera radice del saṃsāra si sperimentano le "Quattro sofferenze principali" degli esseri umani: nascita, vecchiaia, malattia e morte, nonché le "Quattro sofferenze secondarie" che sono: ottenere quello che non si desidera; non ottenere quello che si desidera; non riuscire a mantenere quello che si ha; ... ()...
Tutte le sofferenze degli esseri nel saṃsāra si possono riassumere in tre categorie:
1. - la "sofferenza onnipervadente", inerente ai cinque aggregati contaminati della persona (samsarica);
2. - la "sofferenza-della-sofferenza", lo sperimentare sulla base dei "cinque aggregati" della persona si sperimentano malattie, colpi, mutilazioni, disperazione, ...
3. - la "sofferenza del cambiamento", dovuta al fatto che inevitabilmente alla giovinezza segue la vecchiaia, alla salute la malattia, alla nascita la morte, alla sazietà la fame, al benessere il malessere, al riposo il bisogno di dormire, al caldo il freddo, alle comodità le fatiche, l'incertezza che, una volta ottenuto un oggetto di un nostro desiderio, lo si possa perdere (ad es. il lavoro, il marito o la moglie, la salute, ...).

Ci sono anche gli aspetti sottili della sofferenza del cambiamento come l'aspetto dell'impermanenza sottile (quindi non quella grossolana del tipo una tazza intatta che si rompe).

## Citazioni canoniche
Da: 3 - Dukkha sutta, "il Discorso su dukkha", Nidāna Saṃyutta, del Saṃyutta Nikāya
Che cosa, o bhikkhu, è il sorgere di dhukkha? Dipendente dall'occhio e dagli oggetti visibili sorge la coscienza oculare; con l'incontrarsi di questi tre [fattori, ossia l'occhio, gli oggetti e la coscienza, NdT] sorge il contatto. Dipendente dal contatto sorge la sensazione; dipendente dalla sensazione sorge la brama. Questa, o bhikkhu, è l'origine di dhukkha.
Dipendente dall'orecchio e dal suono sorge la coscienza acustica; [...] Dipendente dal naso e dall'odore sorge la coscienza olfattiva; [...] Dipendente dalla lingua e dal gusto [...] Dipendente dal corpo e dagli oggetti tangibili [...] Dipendente dalla mente e dagli oggetti della cognizione sorge la coscienza mentale; con l'incontrarsi di questi tre sorge il contatto, dipendente dal contatto sorge la sensazione; dipendente dalla sensazione sorge la brama. Questa, o bhikkhu, è l'origine di dhukkha.
Che cosa, o bhikkhu, è la scomparsa di dhukkha? [...] Dipendente dall'occhio e dagli oggetti visibili sorge la coscienza oculare; con l'incontrarsi di questi tre sorge il contatto; dipendente dal contatto sorge la sensazione; dipendente dalla sensazione sorge la brama. Solo con la completa cessazione di questa brama tramite il sentiero dell'arahat cessa l'attaccamento; con la cessazione dell'attaccamento cessa bhava [il divenire, NdT], con la cessazione di bhava cessa la rinascita; con la cessazione della rinascita cessa l'invecchiare-e-il-morire; e (quindi) la pena, il lamento, il dolore corporeo, lo sconvolgimento della mente e l'agonia cessano. In questa maniera avviene la cessazione di tutta questa massa di dhukkha. Questa, o bhikkhu, è la cessazione di dhukkha.»
Tradotto da: Nidāna Saṁyutta - Group of Related Discourses on Causal Factors [Nidāna Saṁyutta: il gruppo dei discorsi correlati ai fattori causali], (V) Gahapati Vagga. Burma Pitaka Association. Rangoon, Burma.